# Johannes von Weizsäcker

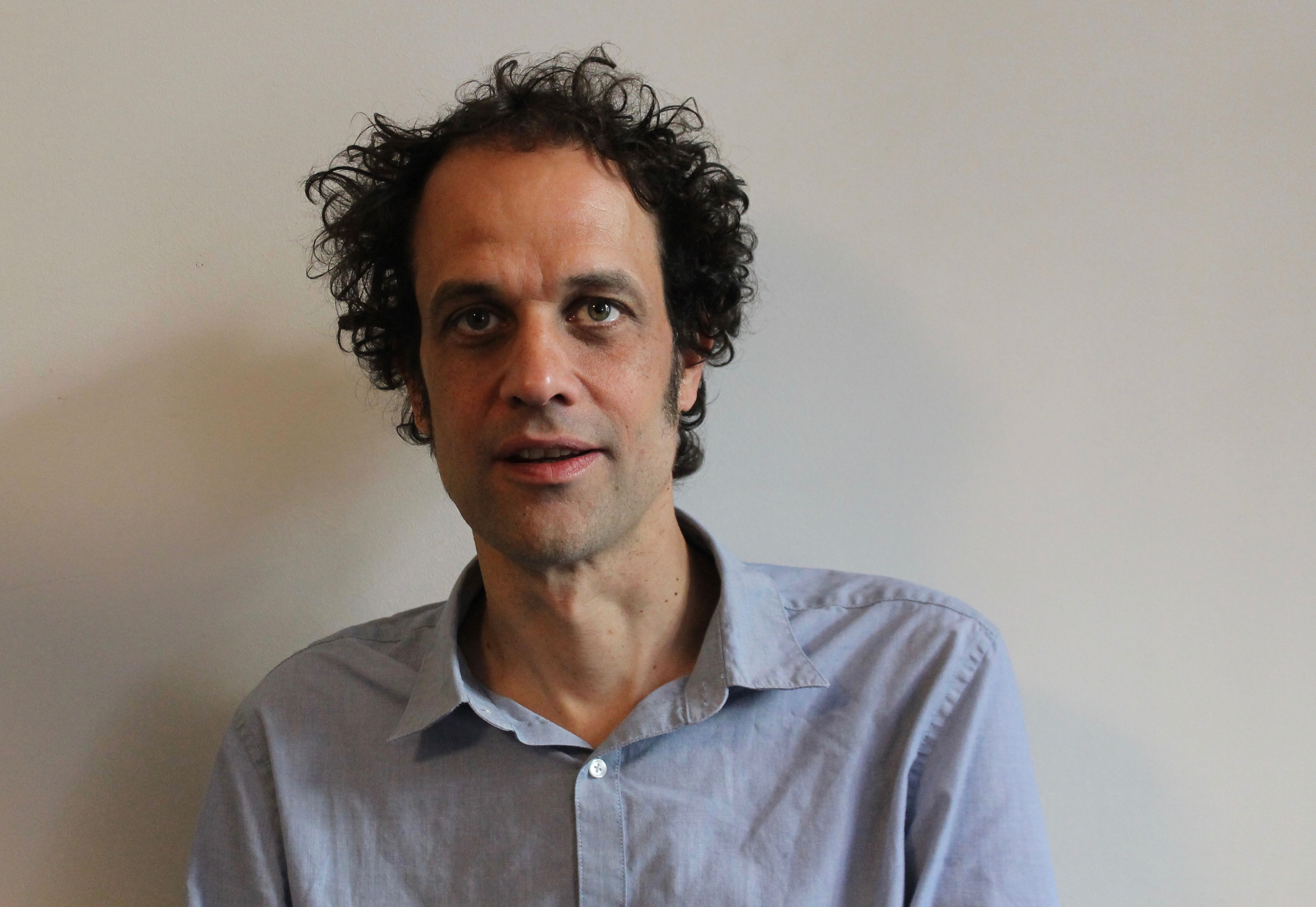
Johannes von Weizsäcker, 2021

Johannes Freiherr von Weizsäcker (* 28. April 1973 in Bonn) ist ein deutscher Musiker. Er wurde als Mitgründer der Londoner Band The Chap bekannt und verfolgt derzeit sein Soloprojekt Erfolg (mit Damenchor).

## Leben
Sein Vater ist der Volkswirt Carl Christian von Weizsäcker. Nach dem Schulbesuch in Bern und Bonn studierte er in England. In London gründete er 2000 die Band The Chap, zusammen mit Keith Duncan, Panos Ghikas und Claire Hope. Die Vier verbindet erklärtermaßen der Wunsch, Musik zu machen, die "falsch klingt". Nach dem Umzug nach Berlin gründete er 2014 sein eher ironisches Soloprojekt Erfolg, dessen erstes Album 2015 beim Label Staatsakt erschien. Außerdem spielt er zusammen mit Ramin Bijan und Maurice Summen in der "Musik für die ganze Familie"-Band Baked Beans.